# Аурин
Аурин (устаревшие названия — розоловая кислота, пэонин или красный кораллин) — один из первых искусственных органических красителей триарилметанового ряда, в XIX — начале XX века находил ограниченное применение в красильной технике, для окрашивания шерсти, малопрочнен по отношению к свету, щелочам (включая растворы мыл) и кислотам.

## История
Аурин впервые был синтезирован (в виде смолообразной смеси с побочными продуктами), но не идентифицирована, в 1834 г. Рунге окислением сырого фенола из каменноугольной смолы, который назвал ее «розоловой кислотой» по аналогии с «карболовой кислотой» — фенолом. В 1861 г. Кольбе и Шмитт синтезировали красный краситель конденсацией щавелевой кислоты и фенола в присутствии серной кислоты (этот метод синтеза используется и поныне) и установили, что полученный ими краситель является очищенной розолевой кислотой Рунге. Структура аурина в то время оставалась неизвестной, элементный анализ аурина, сделанный Кольбе и Шмиттом, дал его брутто-формулу {\displaystyle {\ce {C20H14O3}}}, что соответствовало сумме трех фенольных остатков и {\displaystyle {\ce {C2}}}-фрагмента щавелевой кислоты.  Однако дальнейшие исследования с синтезом аурина из очищенного фенола и по очистке самого аурина показали его брутто-формулу, содержащую на один атом углерода меньше, {\displaystyle {\ce {C19H14O3}}}. Оказалось, что в ранних синтезах аурина использовался плохо очищенный фенол, загрязненный существенным количеством крезолов (изомерных метилфенолов), что и вело к образованию трудноразделяемой смеси аурина и метилауринов с «лишним» углеродом в результатах элементного анализа.
В настоящее время название «аурин» осталось за незамещенным продуктом, а «розолевая кислота» — за его метилпроизводными.

## Синтез
В настоящее время стандартным методом синтеза является конденсация фенола с щавелевой кислотой в присутствии серной кислоты:
На первой стадии происходит карбоксилирование фенола щавлевой кислотой до p-гидроксибензойной кислоты. Далее p-гидроксибензойная кислота ацилирует вторую молекулу фенола с образованием ди(p-гидроксифенил)кетона, который, в свою очередь, конденсируется с третьей молекулой фенола с образованием лейкоформы аурина - три(p-гидроксифенил)карбинола, после чего лейкоформа окисляется кислородом воздуха до аурина.
Аурин также может быть синтезирован конденсацией фенола с четыреххлористым углеродом в условиях реакции Фриделя-Крафтса, при этом образуется три(p-гидроксифенил)хлорметан, который гидролизуется до лейкоформы аурина, которая, в условиях гидролиза окисляется кислородом воздуха до аурина (выход до 35%).

## Свойства

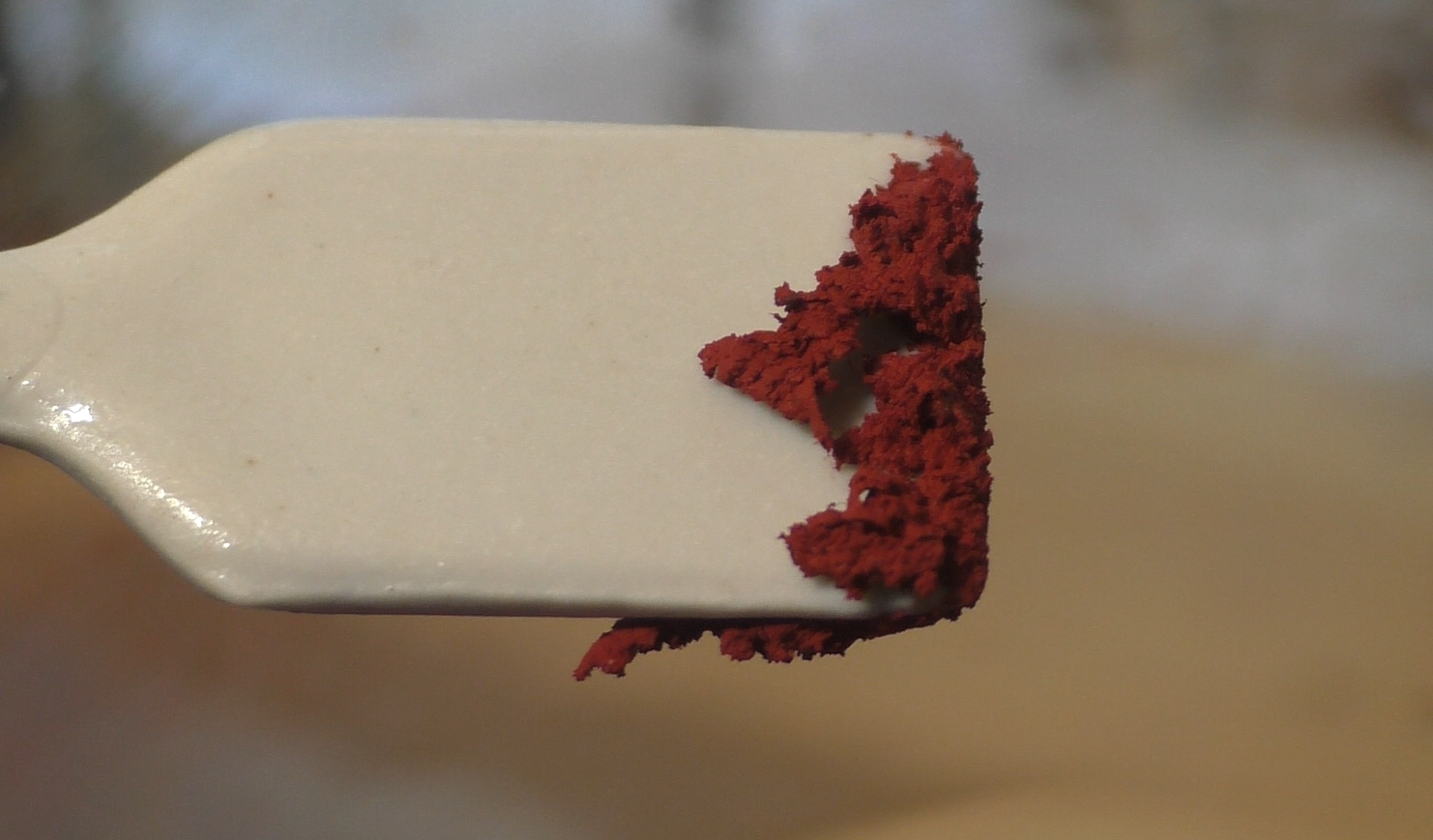
Порошок чистого аурина

Малорастворим в воде, хорошо растворим в этаноле. в кислой среде растворы аурина окрашены в жёлтый цвет, в щелочной — в карминово-красный, pH перехода 6.6 — 8.0, максимумы поглощения в оптической области - 535.6 нм, 479.5 нм и 482 нм
Используется в аналитической химии в качестве индикатора, входит в состав среды Гисса как индикатор закисления среды при метаболизме углеводов бактериальными культурами.